# Triesenberg
Triesenberg (Alemannisch: Trisabärg) is de, qua oppervlakte, grootste en ook hoogstgelegen (884 meter) gemeente in Liechtenstein. Triesenberg is een verzameling van vele kleine kernen (in het Duits: Weiler), zoals Rotaboda, Üenaboda, Wangerbärg, Steinord/Lavadina, Masescha en Silum.
De gemeente heeft een oppervlakte van 29,8 km² en heeft 2642 inwoners (2020).
De gemeente is geliefd als vakantieoord en biedt onder andere skimogelijkheden (Malbun).
Tot de gemeente behoren ook de plaatsen Masescha, Silum, Gaflei, Steg bei Triesenberg en Malbun.

## Bezienswaardigheden
- Walser Heimatmuseum

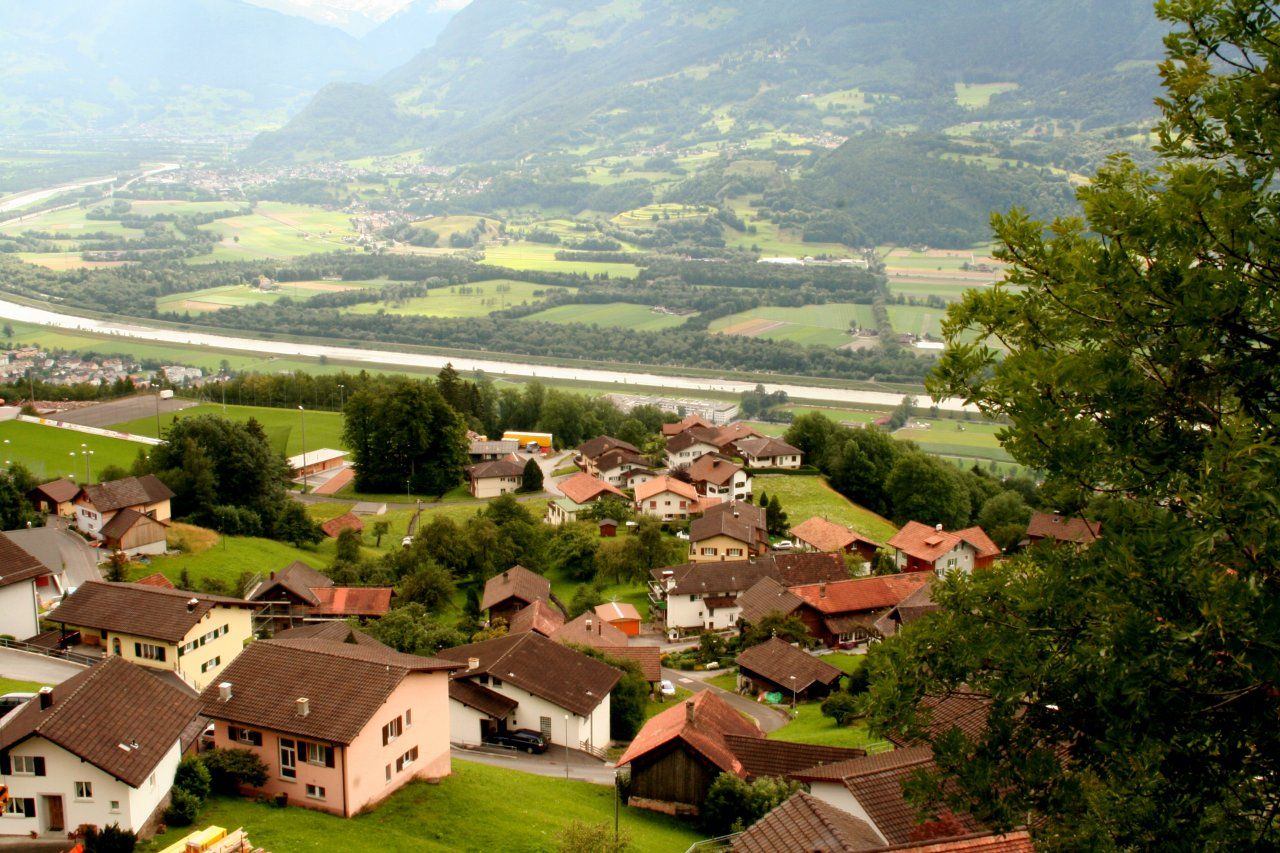
Rijn bij Triesenberg
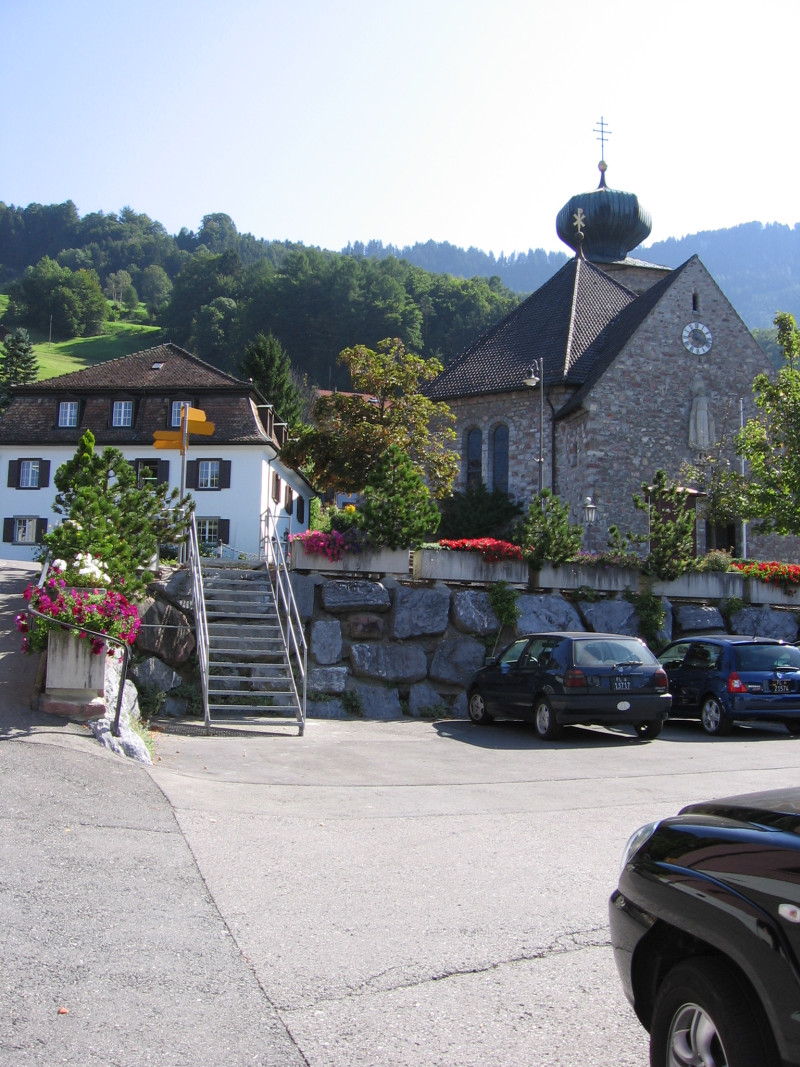
Centrum van Triesenberg
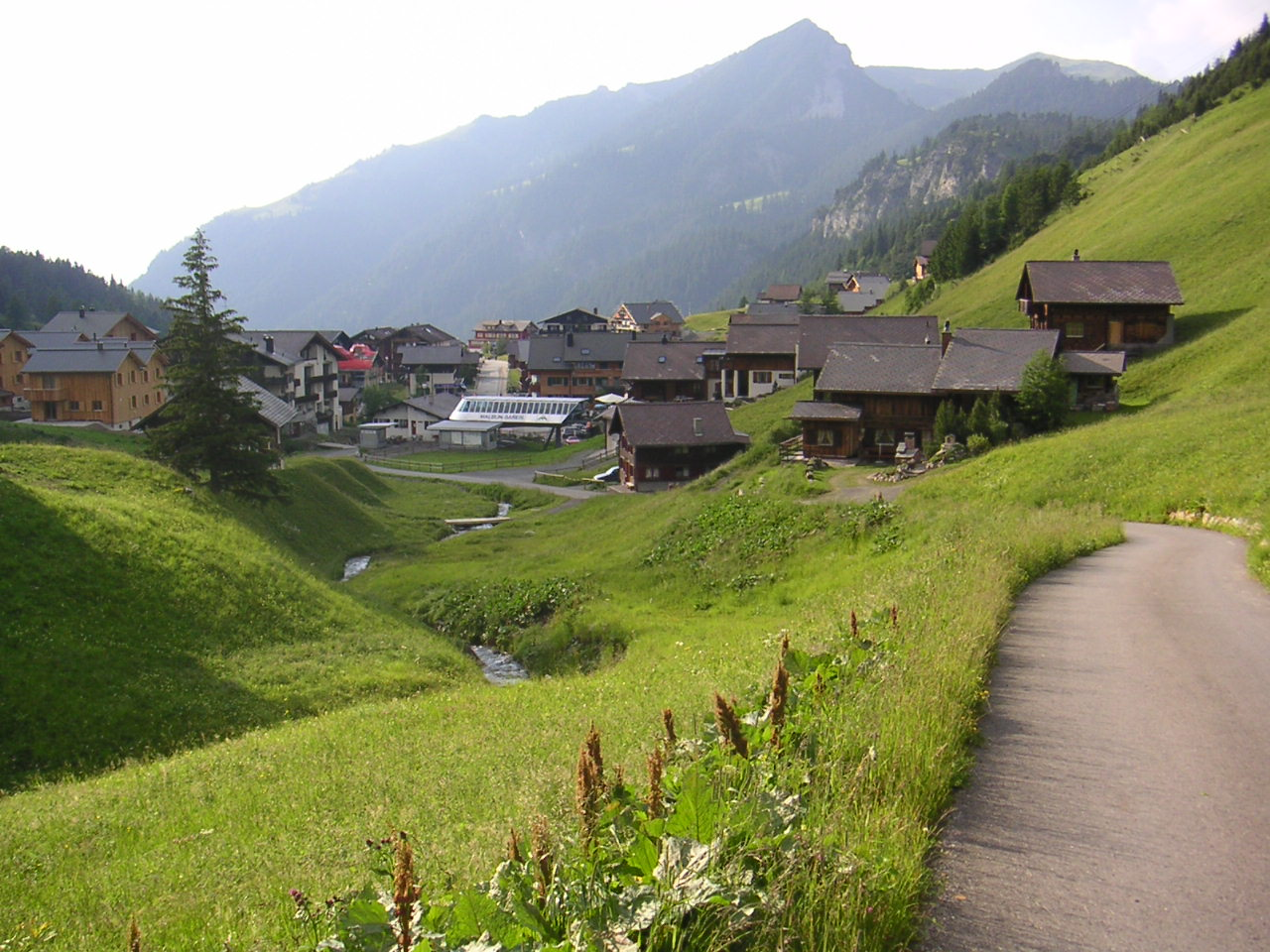
Malbun

## FC Triesenberg
Triesenberg kent ook een eigen voetbalvereniging : FC Triesenberg.
Deze club speelt in de lagere klasse in Zwitserland.